# Die Rose von Stambul (film 1953)
Die Rose von Stambul è un film del 1953 diretto da Karl Anton. Versione cinematografica dell'operetta Die Rose von Stambul di Leo Fall, le suemusiche furono affidate alla conduzione orchestrale di Egon Kaiser. La parte coreografica del film fu curata da Jens Keith. L'operetta era già stata portata sullo schermo - sempre con il titolo Die Rose von Stambul - nel 1919 in una versione muta che aveva come interprete Fritzi Massary, popolarissimo soprano viennese.

## Trama

### Musiche
- Ein Walzer muss es sein, musica di Leo Fall, parole di Alfred Grünwald & Julius Brammer

## Produzione
Il film fu prodotto dalla Central-Europa-Film GmbH (Berlin).

## Distribuzione
Distribuito dalla Prisma, il film uscì all'Aegi di Hannover il 7 maggio 1953.